# Ryōgen
Ryōgen (良源 Ryō-gen?) (912–985) a fost un călugăr budist japonez din perioada Heian, adept al școlii Tendai. A fost al 18-lea stareț (zasu) al școlii, cunoscut pentru reînvierea mănăstirii Enryaku (Enryaku-ji) și fondarea tradiției de călugări-războinici (sōhei).
Ryōgen a stabilit legături strânse cu curtea imperială și cu clanul Fujiwara, conducând ceremonii budiste pentru membrii familiei imperiale și Fujiwara, și promovând tinerii nobili în funcții înalte în ierarhia mănăstirii. Aceste legături au permis lui Ryōgen să reconstruiască mănăstirea după un incendiu dezastruos, ce a izbucnit la începutul activității sale de stareț, și a asigurat influența școlii Tendai în societatea japoneză pentru mai multe secole.
Pe parcursul secolului X, mănăstirea Enryaku-ji a fost implicată în mai multe conflicte cu alte școli budiste și altare șintoiste din regiunea orașului Kyoto, pe atunci capitala Japoniei. Aceste divergențe, de natură atât doctrinală cât și politică, deseori se rezolvau prin forță (lupte dintre călugări, incendierea templurilor etc.). În 970 Ryōgen angajează temporar un grup de mercenari pentru apărarea muntelui Hiei. Mai tîrziu aceste forțe de autoapărare se transformă într-o armată permanentă, formată din călugări cu pregătire militară.